# The Polecats
 (janvier 2015).
Si vous disposez d'ouvrages ou d'articles de référence ou si vous connaissez des sites web de qualité traitant du thème abordé ici, merci de compléter l'article en donnant les références utiles à sa vérifiabilité et en les liant à la section « Notes et références ».
The Polecats est un groupe de rockabilly d'origine anglaise qui s'est fait connaître pour la première fois en 1977 dans le nord de Londres. Il s'est constitué autour de Tim Worman (chant), Boz Boorer (chant et guitare), Phil Bloomberg (contrebasse) et Chris Hawkes (batterie). À l'origine le groupe jouait sous le nom de Cult Heroes.

## Carrière
The Polecats ont été fortement influencés par la musique punk et le glam-rock des années 1970. À l'origine le groupe s'appelait Cult Heroes, ce qui posait des problèmes aux clubs de rockabilly qui trouvaient que le nom sonnait « trop punk ». Chris Hawkes suggère alors d'adopter le nom de Polecats.
Plus tard, Chris Hawkes est remplacé par Neil Rooney, lui-même remplacé par John Buck. Les Polecats jouent du rockabilly avec un mélange de punk et d'anarchie ce qui relance le genre dans les années 1980. Le groupe signe avec la maison de disques Nervous Records et enregistre un premier single en 1979, Rockabilly Guy, avec le guitariste Alan Warner. Avec le succès à la clé, le groupe signe pour un an chez Warner.
En 1980, les Polecats signent pour la maison de disques Mercury Records et sortent un album, Polecats Are Go! Ils obtiennent un bon succès avec leur titre éponyme et avec une reprise de David Bowie, John, I'm Only Dancing. En 1983, le groupe obtient un autre succès dans les classements américains avec Make a Circuit With Me. John Buck remplace alors Neil Rooney.
Deux de leurs chansons figurent sur la bande originale du film Joey sorti en 1985. Par la suite, Boz Boorer quitte le groupe pour aller travailler en tant que guitariste, directeur musical et co-auteur-compositeur avec Morrissey. Tim Polecat déménage à Los Angeles et forme le groupe 13 Cats, avec le batteur Slim Jim Phantom des Stray Cats et le bassiste Smutty Smith de Rockats.
Les Polecats font des tournées et concerts aux États-Unis, en Europe et au Japon pendant toute l'année 2009. L'année suivante, la chaîne de télévision américaine TBS utilise leur succès de 1983, Make a Circuit With Me, comme générique pour deux épisodes de la série télévisée Glory Daze.

## Composition du groupe
- Tim 'Polecat' Worman : chant, guitare ;
- Martin 'Boz' Boorer : chant, guitare, saxophone, piano ;
- Chris Hawkes/Neil Rooney/John Buck : batterie ;
- Phil Bloomberg : contrebasse.

## Discographie

### Albums et compilations
- Polecats Are Go! (1981) - Mercury
- Live In Hamburg 1981 (1981) - Maybee Crayzee
- Cult Heroes (1984) - Nervous Records
- Live And Rockin' (1989) - Link
- The Polecats Won't Die (1989) - pressage japonais
- Virtual Rockabilly: Tim Polecat (1994) - Nervous Records
- The Polecats Won't Die (1996) - Jappin' & Rockin'
- Nine (1997) - Jappin' & Rockin'
- Pink Noise (1999) - Rock-It
- The Best Of The Polecats (compilation, 2000) - Cleopatra Records
- Rockabilly Guys: The Best Of The Polecats (compilation, 2001) - Raucous Records
- Between The Polecats: Boz Boorer (compilation, 2001) - Raucous Records UK
- Polecats Are Go! (réédition avec pistes bonus, 2004) - Anagram Records
- The Best Of The Polecats (réédition avec la piste bonus Desire, 2005) - Cleopatra Records
- Not Nervous! Rare 1980 Demos Remastered (compilation, 2006) - NV Records
- Rockabilly Cats (2008) - Cleopatra Records

### Singles et Extended Plays (EP)
- John I'm Only Dancing - Mercury
- Jeepster - Mercury
- Make A Circuit With Me (1983) - Mercury États-Unis
- Live In Hamburg - NV Records
- What Do I Get? (2017) - Raucous Records